# Marlon Barrios
Marlon Barrios (sinh ngày 12 tháng 12 năm 1986 ở Cartagena, Colombia) là một cầu thủ bóng đá người Colombia thi đấu tại câu lạc bộ Nicaragua Walter Ferreri.

## Danh hiệu

### Cá nhân
- Primera División top goalscorer: 2014 Apertura